# Landau-Länge
Die Landau-Länge (nach Lew Dawidowitsch Landau) gibt an, bei welchem Abstand die elektrostatische potentielle Energie zweier Ladungsträger eines Plasmas gleich ist der mittleren thermischen Energie. Dies ist der typische minimale Abstand bei Stoßprozessen. Obwohl die elektrostatische Wechselwirkung im Prinzip eine unendliche Reichweite hat, können sich sehr schnelle Teilchen dicht annähern, bevor ihre Bahn stark beeinflusst wird.
Durch Vergleich der Landau-Länge mit anderen charakteristischen Längen, wie der mittleren freien Weglänge und dem Debye-Radius, können wichtige Aussagen über den Zustand des Plasmas getroffen werden. So verhält sich ein Plasma wie ein ideales Gas, wenn die Landau-Länge klein ist gegenüber dem mittleren Abstand der Teilchen, weil dann die elektromagnetische Wechselwirkung in der Zustandsgleichung vernachlässigt werden kann.

## Definition
Die Landau-Länge ist definiert als
{\displaystyle \lambda _{\mathrm {L} }={\frac {|q_{1}\,q_{2}|}{4\pi \,\varepsilon \,k_{\mathrm {B} }T}}}
mit
- den Beträgen der Ladungen {\displaystyle q_{1}} und {\displaystyle q_{2}} der beiden Teilchen
- der Permittivität {\displaystyle \varepsilon }
- der Boltzmann-Konstanten {\displaystyle k_{\mathrm {B} }}
- der Temperatur {\displaystyle T}.

Sie ergibt sich durch Gleichsetzen der elektrostatischen potentiellen Energie
{\displaystyle E_{pot,elst}={\frac {|q_{1}\,q_{2}|}{4\pi \,\varepsilon \,r}}}
mit der thermischen Energie
{\displaystyle E_{th}=k_{\mathrm {B} }T}
und Auflösen nach dem Abstand {\displaystyle r} der beiden Teilchen.
Beispielsweise gilt für zwei Elektronen im Vakuum:
{\displaystyle \lambda _{\mathrm {L} }={\frac {e^{2}}{4\pi \,\varepsilon _{0}\,k_{\mathrm {B} }T}}}
mit
- der Elementarladung {\displaystyle e}
- der elektrischen Feldkonstante {\displaystyle \varepsilon _{0}}.